# Рау Алб де Сус (Дамбовица)
Рау Алб де Сус (рум. Râu Alb de Sus) насеље је у Румунији у округу Дамбовица у општини Рау Алб. Oпштина се налази на надморској висини од 575 m.

## Становништво
Према подацима из 2002. године у насељу је живело 620 становника, од којих су сви румунске националности.